# Dusičnan vanadylu
Dusičnan vanadylu je anorganická sloučenina s chemickým vzorcem VO(NO3)3.

## Příprava
Dusičnan vanadylu se připravuje namočením oxidu vanadičného v kapalném oxidu dusičném po dobu dvou dnů při laboratorní teplotě. Výtěžek této reakce je přibližně 85 %:
V2O5 + 3 N2O5 → 2 VO(NO3)3
Čištění je prováděno vakuovou destilací. Meziproduktem této reakce je VO2NO3, což je cihlově červená pevná látka.
Dusičnan vanadylu může být také připraven reakcí chloridu vanadylu a oxidu dusičného.

## Vlastnosti
Dusičnan vanadylu je světle žlutá viskózní kapalina, která se rozpouští v dichlormethanu, nitromethanu, chloridu uhličitém a nasycených uhlovodících. Hex-1-en a další nenasycené uhlovodíky se vznítí při kontaktu s dusičnanem vanadylu. Dusičnan vanadylu při kontaktu s vodou nevratně hydrolyzuje za vzniku kyseliny dusičné.

## Reakce
Dusičnan vanadylu se využívá pro nitraci aromatických sloučenin za laboratorní teploty. Jako inertní rozpouštědlo je většinou využíván dichlormethan. Nitrotoluen, benzoová kyselina a methyl-benzoát jsou nitrovány po dobu několika dnů. Benzonitril s dusičnanem nereaguje.
Dusičnan vanadylu tvoří bledě žlutou pevnou látku s fluoridem boritým.